# Kinsella (Alberta)
Pour les articles homonymes, voir Kinsella.

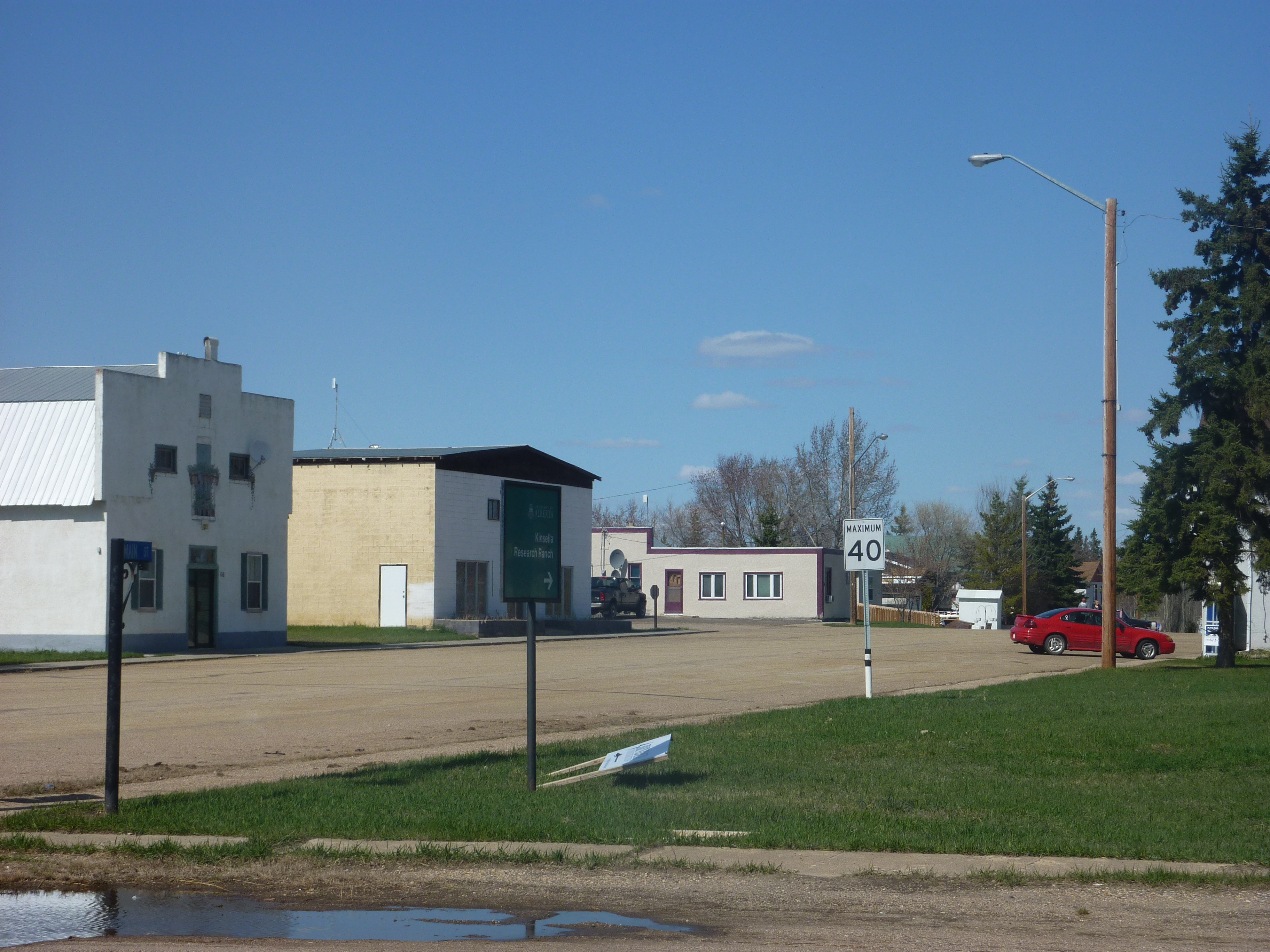
Kinsella

Kinsella est un hameau situé dans le comté de Beaver en Alberta au Canada. Il est situé le long de l'autoroute 14 et du chemin de fer du Canadien National. Il fait partie de la division de recensement No 10 et de la cirsoncription fédérale Vegreville—Wainwright.